# Iphiaulax tristator
Iphiaulax tristator är en stekelart som beskrevs av Cameron 1904. Iphiaulax tristator ingår i släktet Iphiaulax och familjen bracksteklar. Inga underarter finns listade i Catalogue of Life.